# You Kwang-woo
You Kwang-woo (coreano: 유광우; Seul, 22 aprile 1985) è un pallavolista sudcoreano.
Gioca nel ruolo di palleggiatore nel Woori WON.

## Carriera
La carriera di You Kwang-woo inizia nei tornei scolastici sudcoreani, giocando con la Inchang HS, e prosegue in quelli universitari con la Inha University; nel 2004, con la nazionale Under-20, vince la medaglia d'oro al campionato asiatico e oceaniano, mentre nel 2007 riceve le prime convocazioni in nazionale maggiore.
Nella stagione 2007-08 fa il suo esordio come professionista in V-League, selezionato come seconda scelta del primo turno del draft dai Samsung Bluefangs: resta legato al club per ben dieci annate, vincendo sette scudetti consecutivi, la Coppa KOVO 2009 e il V.League Top Match 2010, impreziosendo queste vittorie con numerosi riconoscimenti come miglior palleggiatore e uno come MVP.
Nel campionato 2017-18 viene ingaggiato dal Woori Card Wibee, venendo ancora una volta premiato come miglior palleggiatore della V-League.

## Palmarès

### Club
- Campionato sudcoreano: 7

2007-08, 2008-09, 2009-10, 2010-11, 2011-12, 2012-13, 2013-14
- Coppa KOVO: 1

2009
- V.League Top Match: 1

2010

### Nazionale (competizioni minori)
- Campionato asiatico e oceaniano Under-20 2004

### Premi individuali
- 2012 - V-League: Miglior palleggiatore
- 2013 - V-League: Miglior palleggiatore
- 2014 - V-League: Miglior palleggiatore
- 2015 - V-League: MVP 6º round
- 2015 - V-League: Miglior palleggiatore
- 2018 - V-League: Miglior palleggiatore